# Gjerlev (plaats)
Gjerlev is een plaats in de Deense regio Midden-Jutland, gemeente Randers, en telt 643 inwoners (2008).